# Zăsloane, Caraș-Severin
Zăsloane este un sat în comuna Sichevița din județul Caraș-Severin, Banat, România.